# Une garce inconsciente
Pour plus de détails, voir Fiche technique et Distribution.
Une garce inconsciente (titre original : Un amore) est un film franco-italien réalisé par Gianni Vernuccio et sorti en 1966.
Il s'agit de l'adaptation du roman de Dino Buzzati Un amour ((it) Un amore), publié en italien en 1963, et traduit en français l'année suivante.

## Synopsis
La relation tumultueuse entre Antonio, un architecte fortuné d'âge mûr et une femme plus jeune qui se prostitue occasionnellement. 

## Fiche technique
- Titre : Une garce inconsciente
- Titre original : Un amore
- Titre alternatif: Un amour
- Réalisation : Gianni Vernuccio
- Scénario : Ennio de Concini, d’après l'œuvre de Dino Buzzati Un amour
- Photographie : Aldo Scavarda
- Montage : Gianni Vernuccio
- Musique : Giorgio Gaslini
- Décors : Mauro Bertinotti
- Costumes : Giorgio Di Dauli
- Pays de production :  Italie,  France
- Langue de tournage : italien
- Producteurs : Gianni Vernuccio
- Sociétés de production : Paris InterProductions, Prima Film
- Société de distribution : Cinema Service
- Format : noir et blanc
- Genre : Drame
- Durée : 95 minutes
- Dates de sortie : 
  - Italie : 15 décembre 1965
  - France : 1966 au cinéma

## Distribution
- Rossano Brazzi : Antonio Dorigo
- Agnès Spaak : Laïde
- Gérard Blain : Marcello
- Marisa Merlini : Ermelina
- Lucilla Morlacchi : Luisa